# Entella brunni
Entella brunni är en bönsyrseart som beskrevs av Werner 1923. Entella brunni ingår i släktet Entella och familjen Mantidae. Inga underarter finns listade i Catalogue of Life.